# Aéroport de Basankusu
L’aéroport de Basankusu (IATA : BSU, ICAO : FZEN, FAA LID : Basankusu Airport) est une piste d'atterrissage de République démocratique du Congo desservant Basankusu, une localité située sur la rivière Lulonga dans la province de l'Équateur.
La balise non directionnelle de Basankusu (Ident : BSU) est située sur le terrain.

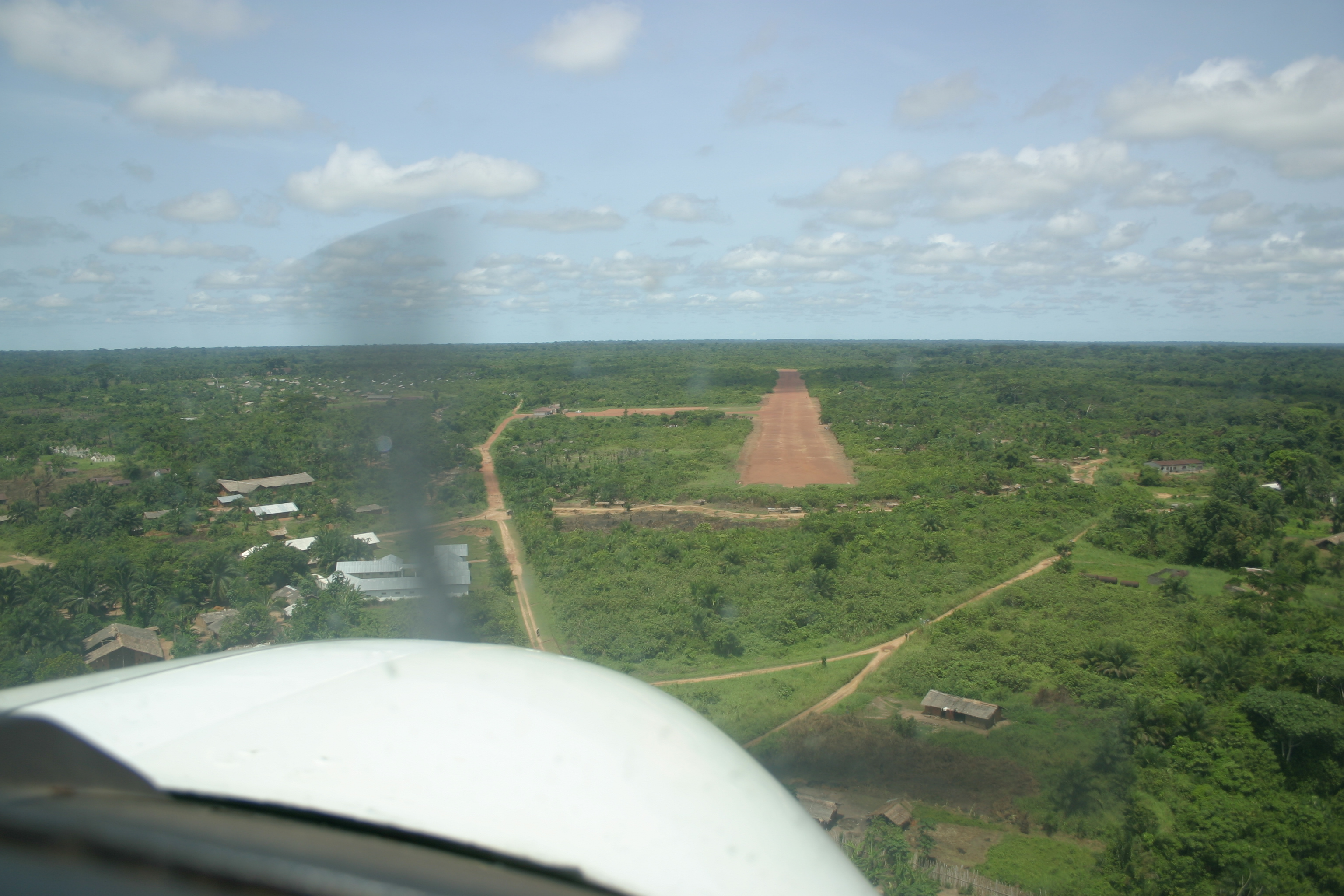
Atterrissage à l'aéroport de Basankusu.

## Situation en RDC
| Bandundu Basango Mboliasa Bunia Gbadolite Gemena Goma Ilebo Kalemie Kananga Kikwit Kindu Kinshasa-Ndjili Kinshasa-N'Dolo Kisangani Kolwezi Lodja Lubumbashi Matari Matadi Mbandaka Mbuji Mayi Nioki Tshikapa Tshumbe |